# Lipiny u Veliše
Lipiny u Veliše je malá vesnice, část obce Veliš v okrese Benešov. Nachází se asi 1,5 km na západ od Veliše. V roce 2009 zde bylo evidováno 7 adres. Lipiny u Veliše leží v katastrálním území Veliš o výměře 7,52 km².

## Historie
První písemná zmínka o vesnici pochází z roku 1798.